# Los Japón
Los Japón és una pel·lícula de comèdia de l'any 2019 dirigida per Álvaro Díaz Lorenzo sobre el seu propi guió, escrit sobre la idea de Cristóbal Garrido i Adolfo Valor. Els actors principals són Dani Rovira i María León.

## Sinopsi
En 1614, una expedició japonesa va desembarcar al poble sevillà de Coria del Río, l'hereu al tron es va enamorar d'una bella sevillana, va formar una família i mai va tornar al Japó. 400 anys després, l'Emperador Satohito mor i l'hereu legítim resulta ser Paco Japón, i la vida d'aquest canviarà dràsticament, en veure's de la nit al dia vivint amb la seva família en el Palau Imperial i preparant-se per a ser els nous Emperadors del Japó.

## Repartiment
Van intervenir en el film els següents intèrprets:
- Dani Rovira: Paco Japón
- María León: Encarni
- Antonio Dechent: Don Francisco
- Cinta Ramírez: Paqui
- Iker Castiñeira:Fran
- Ryo Matsumoto: Hidaka
- José Ramón Bocanegra: Curro
- Maya Murofushi: Mariko
- Álvaro Carrero: Miguel
- Boré Buika: Tomi
- Wen Jun: Koike
- Koshu Hirano: Hisao
- Suzuki Erika: Kelly
- Hiko Achiwa: Brenda
- Veu de Juan Echanove: narració

## Recepció

### Recaptació
La pel·lícula va tenir una recaptació aproximada a Espanya de 2,6 milions d'euros, molt allunyada del pressupost de 6,5 milions d'euros.

### Crítica
Beatriz Martínez en El Periódico va dir:
| « | ”Una altra comèdia espanyola sobre xocs culturals. Una altra comèdia espanyola amb acudits d'asiàtics… Una altra comèdia espanyola sense fust, sense versemblança, sense mordent, sense capacitat per a utilitzar l'humor com a termòmetre de la societat. Una altra comèdia espanyola que s'articula al voltant d'una anecdotilla insubstancial que s'estira i s'estira fins que no dona més de si. Una altra comèdia espanyola amb acudits de cunyats i caricatures matusseres…. Una altra comèdia espanyola que provoca més ganes de plorar que de riure.” | » |

Javier Ocaña a El País va opinar:
| « | ”La mitja hora inicial, ambientada a Coria, és dolenta. Una més de la plaga de produccions europees basades en l'estereotip regionalista i en el seu contrast amb un altre model en les antípodes. Un primer acte en el qual Díaz Lorenzo mostra algun moviment de càmera estimable, d'acord amb el gag, però en el qual al costat del costumisme més o menys carrincló, hi ha acudits de vergonya aliena… En canvi, l'hora restant, ja ambientada a Tòquio, és pitjor. Plena de situacions vergonyoses i de diàlegs recurrents.” | » |

Oti Rodríguez Marchante a ABC va escriure:
| « | ”La barreja d'ambients entre Coria del Río i el Japó mil·lenari i imperial es presta a les bromes culturals i als equívocs lingüístics que ningú en la pantalla es resisteix a sobrexplotar al costat d'una trama d'una lleugeresa i banalitat potser excessiva… Però, un espectador relaxat, sense bestiola dins, descobreix aviat que no es trenca res divertint-se, sense més, amb les necieses i les moltes gràcies que despleguen aquests actors lliurats a aquesta impossible i grotesca història. | » |